# Kościół Najświętszego Serca Pana Jezusa w Krynicy-Zdroju
Kościół Najświętszego Serca Pana Jezusa w Krynicy-Zdroju – rzymskokatolicki kościół parafialny należący do parafii pod tym samym wezwaniem (dekanat Krynica-Zdrój diecezji tarnowskiej). Znajduje się na terenie dawnej wsi Słotwiny.
Świątynia została wzniesiona w latach 1991–2000. Kamień węgielny poświęcony 2 czerwca 1991 roku przez papieża Jana Pawła II został wmurowany 29 września 1996 roku przez biskupa Józefa Życińskiego. Prace budowlane zwieńczyły: poświęcenie i konsekracja kościoła 22 września 2002 roku przez biskupa Wiktora Skworca. Wystrój wnętrza to wykonanie i projekt Krzysztofa Kabata.